# Em. Querido's Uitgeverij
Em. Querido's Uitgeverij is een Nederlandse uitgeverij die in 1915 werd opgericht in Amsterdam.
De correcte uitspraak is Kerido (de u wordt niet uitgesproken), maar in Nederland zegt men meestal Kwerido.
In 1898 maakte Emanuel Querido bekend dat hij zich als zelfstandig boekhandelaar zou vestigen aan de Binnen-Amstel in Amsterdam. In 1911 werd dat een verzendboekhandel in Bloemendaal. Vanaf 1915 bouwde hij op de Keizersgracht 333 te Amsterdam onder de naam Em. Querido`s Uitgevers-Maatschappij N.V. een uitgeversbedrijf op.

## Salamander en andere uitgaven
Emanuel Querido begon in 1934 met de uitgave van de Salamanderpockets, "reeks van de beste oorspronkelijke en vertaalde romans", de eerste echte Nederlandse pocketserie, een jaar voor de eerste Penguins verschenen. Deze pockets verschenen aanvankelijk met een harde boeksomslag, in tegenstelling tot latere na-oorlogse pocketboeken, ook in dezelfde reeks, die geen harde omslag meer hadden. De vormgeving van het omslag was aanvankelijk in handen van J.B. Heukelom, die ook in de voorgaande jaren al veel boekbanden voor Querido ontworpen had. De nummering van de verschenen pockets eindigde op 760, waarbij opgemerkt moet worden dat een aantal nummers niet verscheen.
Een bekende Nederlandse auteur wiens werk werd gepubliceerd door Em.Querido was onder meer A. den Doolaard.
Emanuel Querido was bijzonder vernieuwend met het uiterlijk van zijn boeken. Buiten de reeds genoemde J.B. Heukelom gaf hij een flink aantal boekbandverzorgers de kans. Onder hen waren Fré Cohen, Georg Rueter, George van Raemdonck, Jan Sluyters, Ella Riemersma, Raoul Hynckes, Jan van Krimpen en Theo Nieuwenhuis.

## Exilliteratuur

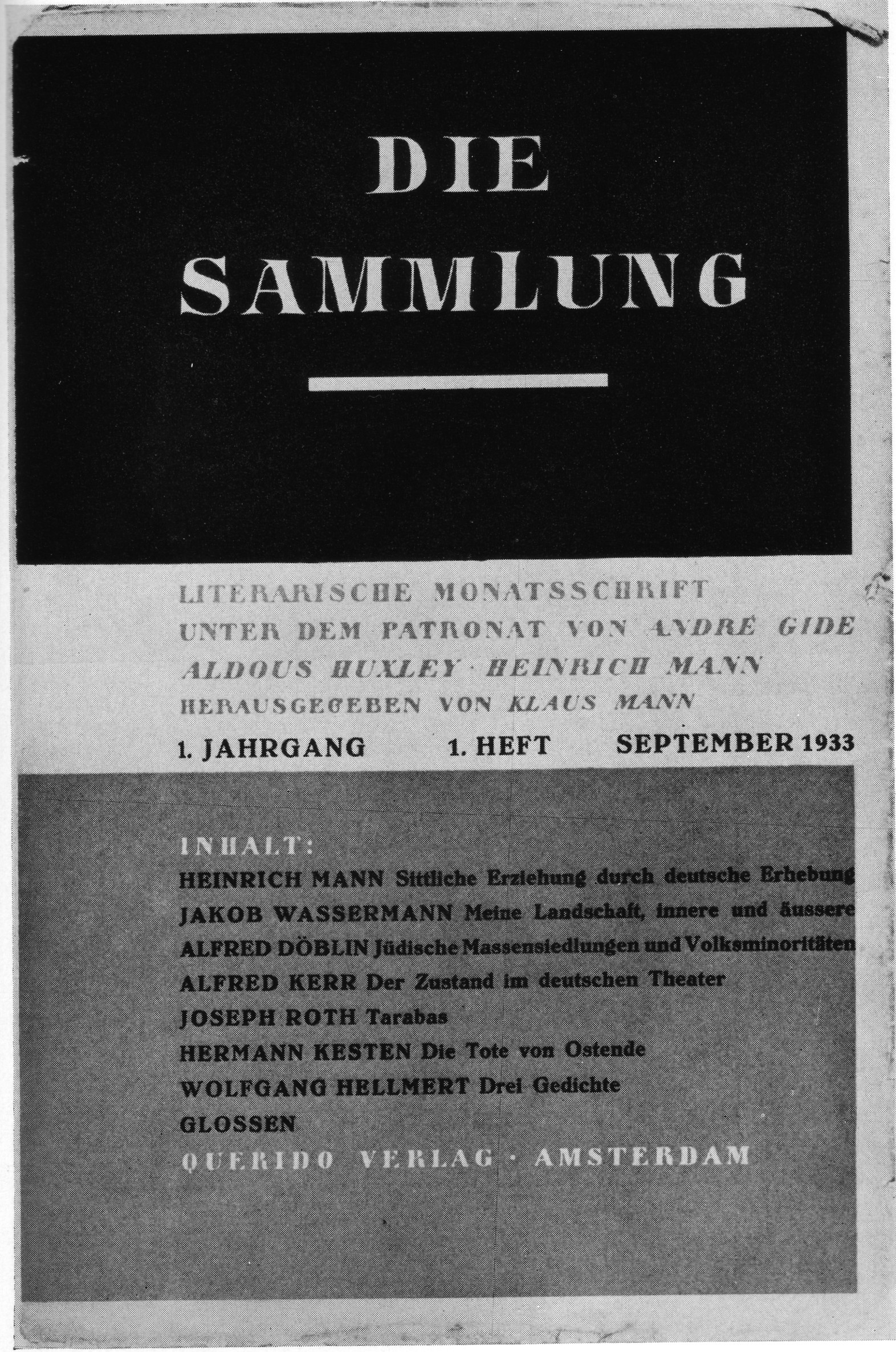
Die Sammlung, september 1933

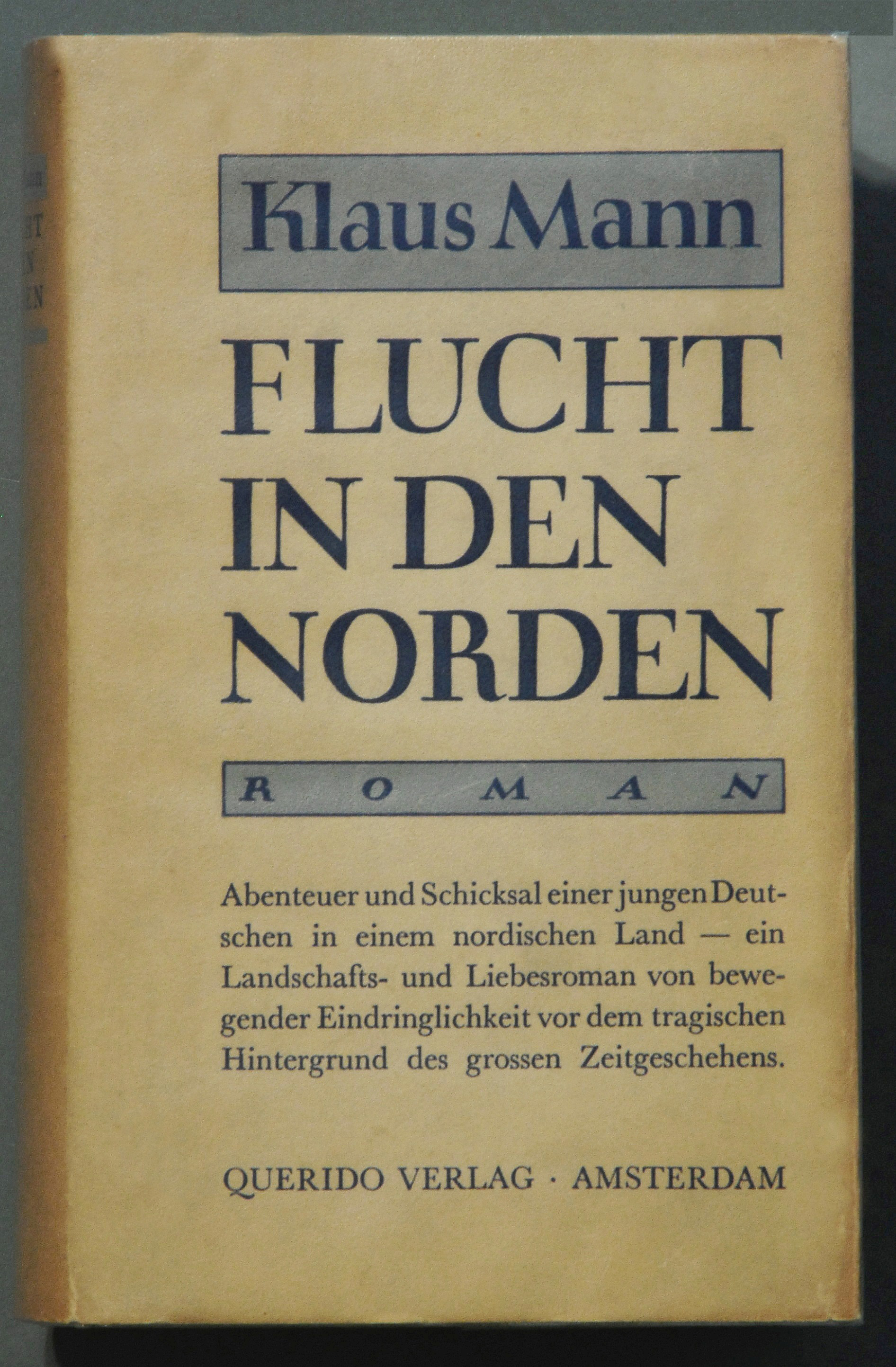
Klaus Mann: Flucht in den Norden, 1e druk 1934

In 1933, na de machtsovername in Duitsland door Hitler, kwam een vluchtelingenstroom van Duitse (voornamelijk joodse) schrijvers op gang. Omdat zij hun boeken niet meer in Duitsland mochten publiceren, bood Querido ze de gelegenheid om in zijn nieuwe Querido Verlag N.V. in de Duitse taal onder directie van de Duitse uitgever Fritz Helmut Landshoff (vennoot van de Gustav Kiepenheuer Verlag) hun werken uit te brengen, de zogenaamde Duitse Exilliteratuur.
Reeds in 1933 publiceerde Querido Verlag negen Duitstalige boeken. Tot het uitbreken van de oorlog in 1940 verschenen jaarlijks ongeveer twintig boeken van Querido Verlag, voornamelijk literatuur, maar ook politieke essays; in totaal 129 stuks. Inclusief de periode 1945-1950 heeft Landshoff 171 Duitstalige boeken uitgegeven.

### Die Sammlung
Men begon in 1933 ook met de uitgave van het exiltijdschrift Die Sammlung onder redactie van Klaus Mann, zoon van Katia en Thomas Mann. Het was een initiatief van de Zwitserse schrijfster Annemarie Schwarzenbach, die het blad uit eigen middelen financierde. André Gide, Aldous Huxley en Heinrich Mann vormden een soort comité van aanbeveling.
De medewerkers van Die Sammlung behoorden tot allerlei politieke stromingen: er waren marxisten (Becher, Berthold Brecht, Ernst Bloch, Kantorowicz, Scharrer), socialisten (Ernst Toller, Oskar Maria Graf, K. Kersten), radikaaldemokraten (Heinrich Mann, Alfred Döblin, Arnold Zweig), zionisten (Max Brod, Infeld), liberalen (Kerr, Kesten, Mehring, R. Olden), conservatieven (Golo Mann, Joseph Roth) en neutrale schrijvers (Wassermann, Lasker-Schüler). Buiten de genoemden werden ook teksten opgenomen van Kafka, A.M. Frey, M. Herrmann-Neisse, Bruno Frank, M. Hirschfeld, Ludwig Marcuse, Walter A. Berendsohn, W. Uhde, P. Westheim, Claire Goll, A. Neumann, V. Marcu, Gustav Regler, Albert Ehrenstein, F. von Reventlow, Norbert Elias, Stefan Heym, G. Anders, P. Zech, Th.Th. Heine, K. Hiller en natuurlijk van Klaus Mann zelf.
Na twee jaar ontstonden politieke meningsverschillen tussen de medewerkers over de richting van het blad. Het aantal abonnees, in het begin ongeveer 2000, liep terug naar 400. Klaus Mann werkte voornamelijk pro Deo en het kapitaal van Annemarie Schwarzenbach was niet onuitputtelijk. In augustus 1935 werd Die Sammlung opgeheven.

## Duitse bezetting
Door het uitbreken van de Tweede Wereldoorlog ontstond in 1940 een nieuwe situatie. Emanuel Querido droeg de leiding van zijn uitgeverij over aan onder anderen Alice van Nahuys. Nadat ook zij zich als halfjoodse vrouw in 1942 terug moest trekken, werd toenmalig hoofd verkoop Geert van Oorschot tot directeur benoemd, met de opdracht om de uitgeverij, voor zover mogelijk, door de oorlog te loodsen. Hij deed dit onder toeziend oog van een zogeheten Verwalter. Eerst was dat Dirk Wisboom Verstegen en vanaf het voorjaar van 1943 Reinier van Houten. Ten slotte werd de uitgeverij op last van de Duitse bezetters in de zomer van 1944 geliquideerd. De ondergedoken Querido en zijn vrouw Jane Querido-Kozijn vielen in de zomer van 1943 door verraad in Duitse handen. Beiden werden in het kamp Sobibór vermoord.

## Na 1945
Van Oorschot was erin geslaagd om grote hoeveelheden boeken en liquide middelen van de uitgeverij achter te houden, zodat zij na de oorlog direct een doorstart kon maken; Querido werd een van de toonaangevende literaire uitgeverijen van het land. Vanaf 1960 tot 1979 stond Querido onder leiding van Reinold Kuipers, samen met zijn vrouw Tine van Buul. Talloze schrijvers publiceerden en publiceren bij de Amsterdamse uitgever, die sinds jaar en dag gevestigd is op het adres Singel 262. Onder hen zijn Willem Brakman, Willem Elsschot, Hella S. Haasse, A.F.Th. van der Heijden, Thomas Rosenboom, K. Schippers en F. Springer.
In 1971 begon Tine van Buul met een kinderboekenafdeling, die boeken van Annie M.G. Schmidt, Miep Diekmann, Guus Kuijer, Joke van Leeuwen, Toon Tellegen en vele anderen uitbracht. 
Sinds medio 2014 maakt Querido samen met Nijgh & Van Ditmar, De Arbeiderspers en Athenaeum - Polak & Van Gennep deel uit van Singel Uitgeverijen.

## Archieven
In 2007 schonk Em. Querido's Uitgeverij haar omvangrijke grafisch archief aan de Bijzondere Collecties van de Universiteit van Amsterdam. Dit archief bevat de ontwerpen voor vele boekomslagen vanaf de beginperiode tot heden. Ook de Salamanderpocketverzameling van drukkerij Lenoirschuring uit Amstelveen werd twee jaar later aan de Bijzondere Collecties van de UvA overgedragen.